# كأس البوسنة والهرسك 2012–13
كأس البوسنة والهرسك 2012–13 هو موسم من كأس البوسنة والهرسك. أقيم خلال الفترة 18 سبتمبر 2012 وحتى 14 مايو 2013، وأشرف على تنظيمه اتحاد البوسنة والهرسك لكرة القدم، وكان عدد الأندية المشاركة فيه 32، وفاز فيه نادي شيروكي برييغ.